# 希苯洛尔
希苯洛尔分子式C15H25NO2，是一种β受体阻滞剂。